# Международная лига Норвегии
Международная лига Норвегии, МЛН (нюнорск Forbundet Internasjonalen i Noreg, FIN) — революционная марксистская группа, норвежская секция Четвертого интернационала.

## Краткое описание
Лига была создана в 1999 году. До 2002 года действовала в Красном избирательном альянсе (РВ), считая, что РВ станет широкой революционной партией, базирующейся на интернационалистической, антисталинистской и демократической основе. С 2002 года члены МЛН состояли как в Красном избирательном альянсе, так и в Социалистической левой партии (СЛП).
В 2003 году в МЛН произошел раскол по вопросу о работе в РВ и СЛП. Большинство организации, считавшее, что РВ до сих пор находится под значительным влиянием сталинизма, в качестве приоритетной избрали работу внутри СЛП. Меньшинство организации активно работает внутри партии «Красные», образованной на базе РВ.